# Без улик (фильм, 1995)
«Без улик» (англ. Without Evidence) — американский триллер 1995 года.

## Сюжет
Перед самыми выборами убивают Майкла Фрэнка. Полиция сообщает, что он стал жертвой уличного ограбления. Однако началось общенациональное расследование, была назначена награда в 1 млн долларов за информацию об убийце. Однако убийцу не находят, а важные улики скрывают. Тогда своё расследование начинает брат Майкла Кевин.

## В ролях
| Актёр            | Роль             |
| ---------------- | ---------------- |
| Скотт Планк      | Кевин Фрэнк      |
| Анна Ганн        | Лиз Годлав       |
| Эндрю Прайн      | Джон Нельсон     |
| Анджелина Джоли  | Джоди Суиринджен |
| Пол Перри        | сержант Ансольд  |
| Кристен Пекинпа  | Кэти Фрэнк       |
| Аллен Ноз        | Дейл Пенн        |
| Крис Мастрандреа | Энтони           |
| Дэнни Бруно      | сержант          |
| Эрни Гаррет      | Майкл Фрэнк      |